# Ижанце
Ижанце (на албански: Izhancë; на сръбски: Ижанце) е село в Косово, разположено в община Щръбце, окръг Феризово. Намира се на 793 метра надморска височина. Населението според преброяването през 2011 г. е 89 души, от тях: 88 (98,87 %) албанци и 1 (1,12 %) сърбин.

## Население
Численост на населението според преброяванията през годините:
- 1948 – 207 души
- 1953 – 227 души
- 1961 – 245 души
- 1971 – 261 души
- 1981 – 222 души
- 1991 – 277 души
- 2011 – 89 души